# Raumschiff Enterprise – Das nächste Jahrhundert/Staffel 1
Die erste Staffel der US-amerikanischen Science-Fiction-Fernsehserie Raumschiff Enterprise – Das nächste Jahrhundert wurde in den USA beginnend am 26. September 1987 erstausgestrahlt.
Im Zentrum der im Jahr 2364 spielenden Handlung steht die Mannschaft des Raumschiffs Enterprise, das im All unterwegs ist und dabei vor allem mit unbekannten Lebewesen und neuen Zivilisationen konfrontiert ist. Die Zusammentreffen ergeben sich aus Notrufen, Bedrohungen und Entdeckungsdrang. Oftmals geraten dabei Mitglieder der Besatzung in Lebensgefahr. Die Staffel besteht aus dem 90-minütigen Pilotfilm und 24 weiteren, 45-minütigen Episoden, die jeweils eine abgeschlossene Geschichte erzählen.
In der Bundesrepublik Deutschland wurden der Pilotfilm und die folgenden 12 Episoden erstmals 1988 und 1989 auf Videokassetten veröffentlicht. Die mit diesen Synchronstimmen produzierte Synchronfassung wurde aber nicht fortgesetzt. Stattdessen startete das ZDF die Herstellung einer neuen Synchronfassung, deren Erstausstrahlung im September 1990 begann. Die Staffel wurde in dieser Synchronfassung zudem vollständig 1995 auf VHS veröffentlicht, 2002 auf DVD und 2012 auf Blu-ray.

## Episoden, Handlung und Erstausstrahlung
| Nr. (ges.) | Nr. (St.) | Deutscher Titel                 | Originaltitel                | Erstausstrahlung USA | Deutschsprachige Erstausstrahlung (D) | Regie             | Drehbuch                                                              |
| --- | --------- | ------------------------------- | ---------------------------- | -------------------- | ------------------------------------- | ----------------- | --------------------------------------------------------------------- |
| 1 | 1         | Der Mächtige                    | Encounter at Farpoint (1)    | 26. Sep. 1987        | 7. Sep. 1990                          | Corey Allen       | D. C. Fontana, Gene Roddenberry                                       |
| Sternenflottenkapitän Jean-Luc Picards erster Auftrag mit dem neu in Dienst gestellten Raumschiff Enterprise ist zu untersuchen, warum die rückständigen Bewohner des Planeten Deneb IV im Stande waren, die fortschrittliche Station Farpoint zu errichten, und auf dem Planeten zugleich einige der neuen Mannschaftsmitglieder an Bord zu nehmen. Beim Flug zu dem Planeten wird die Enterprise durch das omnipotente Wesen Q aus dem gleichnamigen Kontinuum aufgehalten, das Picard und einige seiner Offiziere der zurückliegenden Verbrechen der Menschheit anklagt. |           |                                 |                              |                      |                                       |                   |                                                                       |
| 2 | 2         | Mission Farpoint                | Encounter at Farpoint (2)    | 26. Sep. 1987        | 14. Sep. 1990                         | Corey Allen       | D. C. Fontana, Gene Roddenberry                                       |
| Als die Offiziere der Enterprise das Rätsel um Farpoint zu lösen versuchen, taucht im Orbit des Planeten – zunächst in Form eines Raumschiffes – ein Lebewesen auf, das wesentlich größer als die Enterprise ist und das die Stadt der Planetenbewohner beschießt. Sie finden heraus, dass die Bewohner des Planeten einst eine ähnliche, jedoch verletzte, Lebensform gefangen nahmen und deren Energie dazu verwendeten, die Station Farpoint zu errichten. Dem Wesen im Orbit gelingt es nun, auch mit der Hilfe der Enterprise, seinen Artgenossen zu befreien. Q teilt Picard mit, dass die Enterprise ihren ersten Test bestanden hätte, und deutet seine künftige Rückkehr an.                      |           |                                 |                              |                      |                                       |                   |                                                                       |
| 3 | 3         | Gedankengift                    | The Naked Now                | 3. Okt. 1987         | 21. Sep. 1990                         | Paul Lynch        | J. Michael Bingham; Idee: John D. F. Black, J. Michael Bingham        |
| Als die Enterprise die Geschehnisse an Bord eines anderen Raumschiffes untersucht, dessen Besatzung an einer mysteriösen Krankheit zu Tode kamen, infizieren sich nacheinander die Mannschaftsmitglieder der Enterprise mit demselben Erreger und verfallen dabei in einen rauschähnlichen Zustand. Der Mannschaft gelingt es letztlich mit Hilfe des ebenfalls infizierten Wesley Crusher, eine Gefahr abzuwenden, die die Enterprise zerstört hätte. |           |                                 |                              |                      |                                       |                   |                                                                       |
| 4 | 4         | Der Ehrenkodex                  | Code of Honor                | 10. Okt. 1987        | 28. Sep. 1990                         | Russ Mayberry     | Katharyn Powers, Michael Baron                                        |
| Die Enterprise besucht den Planeten Ligon II, um von dessen Bewohnern einen Impfstoff zu erhalten, den die Föderation nicht selbst herstellen kann. Dabei wird Tasha Yar durch Lutan, den Anführer der Ligonianer, entführt und als dessen neue Ehefrau auserwählt. Da Lutans bisherige Frau damit nicht einverstanden ist, kommt es zu einem Duell zwischen ihr und Yar, das Yar gewinnt. In der Folge stellen die Ligonianer das Serum zur Verfügung. |           |                                 |                              |                      |                                       |                   |                                                                       |
| 5 | 5         | Der Wächter                     | The Last Outpost             | 18. Okt. 1987        | 5. Okt. 1990                          | Richard Colla     | Herbert Wright; Idee: Richard Krzmeien                                |
| Die Enterprise verfolgt ein Raumschiff der Ferengi, auf dem sich gestohlenes Gut befindet, bis zum Planeten Gamma Tauri IV. Dort werden beide Schiffe durch eine geheimnisvolle Kraft festgehalten, wodurch die Lebenserhaltungssysteme zu versagen drohen. Um sich von der Gefahr zu befreien, sind die Mannschaften beider Schiffe zur Zusammenarbeit gezwungen, dabei treffen sie auf der Planetenoberfläche auf den Wächter des Tkon-Reiches. Ihn können sie davon überzeugen, keine bedrohlichen Absichten zu haben, wodurch die Enterprise von der Kraft freigegeben wird. |           |                                 |                              |                      |                                       |                   |                                                                       |
| 6 | 6         | Der Reisende                    | Where No One Has Gone Before | 24. Okt. 1987        | 12. Okt. 1990                         | Rob S. Bowman     | Diane Duane, Michael Reaves                                           |
| Die Enterprise nimmt einen zur Sternenflotte gehörigen Experten für Schiffsantriebe sowie dessen Assistenten, „Der Reisende“ genannt, an Bord, damit sie Tests zur Erhöhung der Effizienz des Warpantriebes durchführen können. Während der Tests, durch die das Schiff unbeabsichtigt in eine weit entfernte, fremde Galaxis fliegt, verschlägt es den Reisenden vorübergehend in eine andere Realität und die Crewmitglieder beginnen plötzlich, ihre eigenen Gedanken als real zu empfinden. Mit der Hilfe von Wesley Crusher, mit dem sich der Reisende angefreundet hat, schafft es der Reisende, das Schiff an seine ursprüngliche Position zu transportieren, wobei der Reisende aber verschwindet. |           |                                 |                              |                      |                                       |                   |                                                                       |
| 7 | 7         | Die geheimnisvolle Kraft        | Lonely Among Us              | 31. Okt. 1987        | 19. Okt. 1990                         | Cliff Bole        | D. C. Fontana; Idee: Michael Halperin                                 |
| Bei der Passage einer Energiewolke im All gelangt eine geheimnisvolle Kraft an Bord des Schiffes, diese erlangt vorübergehend das Bewusstsein einiger Crewmitglieder, von denen eines dadurch zu Tode kommt. Nachdem die Kraft auch Captain Picard ergriffen hat, lässt er die Enterprise zurück zu der Wolke fliegen, um sich selbst mitsamt Picards Körper in die Wolke zu beamen und sich so mit seinem Artgenossen zu verbinden; die Crew kann jedoch Picards Körper aus dem Transporterpuffer retten. |           |                                 |                              |                      |                                       |                   |                                                                       |
| 8 | 8         | Das Gesetz der Edo              | Justice                      | 7. Nov. 1987         | 26. Okt. 1990                         | James L. Conway   | Worley Thorne; Idee: Worley Thorne, Ralph Wills                       |
| Beim Besuch des Planeten der Edo übertritt Wesley Crusher unbeabsichtigt und ohne dass ihm die Strafbarkeit dieser Handlung bekannt ist eine Markierung, weshalb er durch die Edo als Bestrafung exekutiert werden soll. Bei seinen Versuchen, Wesley vor der Vollstreckung der Strafe zu beschützen, ist Picard sowohl mit der Obersten Direktive der Föderation konfrontiert als auch mit einem mächtigen, geheimnisvollen Wesen im Orbit des Planeten, das dessen Bewohner beschützt. |           |                                 |                              |                      |                                       |                   |                                                                       |
| 9 | 9         | Die Schlacht von Maxia          | The Battle                   | 14. Nov. 1987        | 2. Nov. 1990                          | Rob S. Bowman     | Herbert Wright; Idee: Larry Forrester                                 |
| Zur Überraschung aller an Bord der Enterprise schenkt der Ferengi DaiMon Bok Captain Picard das Sternenflottenraumschiff Stargazer , das Picard früher kommandierte und verschollen glaubte. Mit einem Gedankenmanipulationsgerät lässt Bok Picard gedanklich diejenige Schlacht durchleben, bei der Picard mit der Stargazer einst ein Ferengi-Raumschiff, das von Boks Sohn befehligt wurde, zerstören ließ. |           |                                 |                              |                      |                                       |                   |                                                                       |
| 10 | 10        | Rikers Versuchung               | Hide and Q                   | 21. Nov. 1987        | 12. Jan. 1991                         | Cliff Bole        | C. J. Holland, Gene Roddenberry; Idee: C. J. Holland                  |
| Q taucht wieder auf und verwickelt einige der Brückenoffiziere in ein Spiel auf der Oberfläche eines Planeten, wo sie von menschenähnlichen Wesen angegriffen werden. Während des Spiels stattet Q Riker mit den Fähigkeiten Qs aus und testet ihn, inwieweit er dazu fähig ist, in das Q-Kontinuum aufgenommen zu werden. Schließlich muss Q einsehen, dass er bei seinem Versuch gescheitert ist. |           |                                 |                              |                      |                                       |                   |                                                                       |
| 11 | 11        | Die Frau seiner Träume          | Haven                        | 28. Nov. 1987        | 16. Nov. 1990                         | Richard Compton   | Tracy Tormé; Idee: Tracy Tormé, Lan O’Kun                             |
| Die Enterprise trifft am Planeten Haven ein und nimmt eine Hochzeitsgesellschaft an Bord, zu der auch Deanna Trois Mutter Lwaxana gehört. Dabei ist auch Wyatt, den Deanna im Rahmen einer Zwangsheirat ehelichen soll. Als sich ein Raumschiff der Tarellianer, von denen man bisher annahm, sie seien durch eine Seuche dahingerafft worden, dem Planeten nähert, beamt sich Wyatt auf das Raumschiff. Dort hatte er zuvor seine wahre Liebe erkannt. |           |                                 |                              |                      |                                       |                   |                                                                       |
| 12 | 12        | Der große Abschied              | The Big Goodbye              | 9. Jan. 1988         | 23. Nov. 1990                         | Joseph L. Scanlan | Tracy Tormé                                                           |
| Um sich vom Stress der Kommunikationsversuche mit den insektoiden Jarada zu erholen, gönnt sich Picard, begleitet von Data, Dr. Crusher und einem Historiker eine Auszeit im Holodeck. Während sie sich dort im Amerika der 1940er Jahre an detektivischer Arbeit versuchen, wird die Enterprise durch die Jarada gescannt, wobei die Holodeck-Besucher auf selbigem eingeschlossen werden. Wesley Crusher und LaForge arbeiten fieberhaft an deren Befreiung. |           |                                 |                              |                      |                                       |                   |                                                                       |
| 13 | 13        | Das Duplikat                    | Datalore                     | 16. Jan. 1988        | 1. Dez. 1990                          | Rob S. Bowman     | Robert Lewin, Gene Roddenberry; Idee: Robert Lewin, Maurice Hurley    |
| Auf dem Planeten Omicron Theta, auf dem Data von Dr. Soong erschaffen worden war, möchte die Enterprise-Crew das einstige Verschwinden der Kolonisten untersuchen. Dabei entdeckt sie auch Lore, Datas älteren Bruder. Nach seiner Reaktivierung gelingt es ihm alsbald, Data zu deaktivieren und dessen Platz einzunehmen. Als solcher ruft er das kristalline Wesen herbei, das einst die Kolonisten vernichtet und Lore deaktiviert hatte. |           |                                 |                              |                      |                                       |                   |                                                                       |
| 14 | 14        | Planet Angel One                | Angel One                    | 23. Jan. 1988        | 8. Dez. 1990                          | Michael Rhoades   | Patrick Barry                                                         |
| Bei der Suche nach vermissten Raumschiffinsassen besucht die Enterprise den matriarchalischen Planeten Angel I, auf dem dominante Frauen eine die Männer unterdrückende Herrschaft führen. Die Überlebenden, die inzwischen Beziehungen und Familien mit den Frauen des Planeten haben, lehnen es ab zurückzukehren, weil sie die weibliche Herrschaftsform ablehnen. Währenddessen bricht auf der Enterprise eine Viruserkrankung aus. |           |                                 |                              |                      |                                       |                   |                                                                       |
| 15 | 15        | 11001001                        | 11001001                     | 30. Jan. 1988        | 15. Dez. 1990                         | Paul Lynch        | Maurice Hurley, Robert Lewin                                          |
| Während die Enterprise zu Reparaturzwecken auf Sternenbasis 74 angedockt ist, gehen auch einige Binärwesen an Bord, die bei der Instandsetzung helfen. Dabei kapern sie die Enterprise und fliegen zu ihrem Heimatplaneten. Sie verwenden den Computer der Enterprise für ein Backup des von einer Supernova bedrohten Computer ihres Planeten. Mit Hilfe von Picard und Riker gelingt die Rettung der Binärwesen und der Neustart des Computers des Planeten. |           |                                 |                              |                      |                                       |                   |                                                                       |
| 16 | 16        | Die Entscheidung des Admirals   | Too Short A Season           | 6. Feb. 1988         | 22. Dez. 1990                         | Rob Bowman        | Michael Michaelian, D. C. Fontana; Idee: Rob Bowman                   |
| Der gebrechliche Admiral Mark Jameson kommt mit seiner Frau an Bord der Enterprise, um sich zum Planeten Morgan IV verbringen zu lassen, wo er als Schlichter in einer Geiselnahme fungieren soll. Während des Fluges wird der Admiral, bedingt durch die Einnahme von Drogen, zusehends jünger. Damit beabsichtigt er, seinen Schlichtungsauftrag optimal erledigen zu können. |           |                                 |                              |                      |                                       |                   |                                                                       |
| 17 | 17        | Die Sorge der Aldeaner          | When The Bough Breaks        | 13. Feb. 1988        | 19. Jan. 1991                         | Kim Manners       | Hannah Louise Shearer                                                 |
| Beim Zusammentreffen der Enterprise mit den Bewohnern des Planeten Aldea kidnappen diese Wesley und einige andere Kinder des Schiffes. Plan der Aldeaner ist es, die Kinder zum Fortbestand ihrer Rasse zu verwenden, da sie selbst schon seit einiger Zeit keine Kinder mehr bekommen können. Picard und seine Crew schaffen es, die Kinder aus den Fängen der Aldeaner zu befreien und als Ursache für das Problem der Aldeaner die Verstrahlung ihrer Atmosphäre zu ermitteln. |           |                                 |                              |                      |                                       |                   |                                                                       |
| 18 | 18        | Ein Planet wehrt sich           | Home Soil                    | 20. Feb. 1988        | 26. Jan. 1991                         | Corey Allen       | Robert Sabaroff; Idee: Karl Geurs & Ralph Sanchez und Robert Sabaroff |
| Auf dem Planeten Velara III besucht die Enterprise-Crew die dortige Terraforming-Station, deren Mannschaft den lebensfeindlichen Planeten in eine bewohnbare Welt umwandeln möchte. Während des Besuchs stirbt ein Ingenieur durch einen Amok laufenden Laser. Beim Untersuchen des Vorfalls stoßen Data und LaForge auf eine Lebensform, die den Menschen sodann den Krieg erklärt und die Enterprise zu zerstören droht. |           |                                 |                              |                      |                                       |                   |                                                                       |
| 19 | 19        | Prüfungen                       | Coming of Age                | 12. März 1988        | 2. März 1991                          | Mike Vejar        | Sandy Fries                                                           |
| Auf dem Planeten Relva VII nimmt Wesley an der Aufnahmeprüfung zur Sternenflottenakademie teil, muss sich aber letztlich einem Konkurrenten geschlagen geben. Unterdessen lässt der Sternenflottenadmiral Quinn mit seinem Mitarbeiter die Führungsoffiziere der Enterprise verhören, angeblich, um einer Verschwörung auf die Spur zu kommen. Schließlich unterbreitet er Picard das Angebot, eine Führungsposition in der Akademie wahrzunehmen, Picard lehnt jedoch ab. |           |                                 |                              |                      |                                       |                   |                                                                       |
| 20 | 20        | Worfs Brüder                    | Heart of Glory               | 19. März 1988        | 9. Feb. 1991                          | Rob Bowman        | Maurice Hurley; Idee: Maurice Hurley, Herbert Wright, D. C. Fontana   |
| In der neutralen Zone entdeckt die Enterprise drei Klingonen auf einem Raumschiff, das kurz vor der Explosion steht. Als ein weiteres klingonisches Raumschiff auftaucht, fordert es die Herausgabe der von dem explodierten Raumschiff geretteten Klingonen, weil es sich bei ihnen um Rebellen handelt, die inhaftiert werden sollen. Als die beiden überlebenden Klingonen zu fliehen versuchen, werden sie durch Mannschaftsmitglieder der Enterprise erschossen. |           |                                 |                              |                      |                                       |                   |                                                                       |
| 21 | 21        | Die Waffenhändler               | The Arsenal of Freedom       | 9. Apr. 1988         | 16. Feb. 1991                         | Les Landau        | Richard Manning, Hans Beimler; Idee: Maurice Hurley, Robert Lewin     |
| Während die Mannschaft der Enterprise nach dem vermissten Raumschiff USS Drake sucht, entdeckt sie auf dem Planeten Minos ein sie automatisch angreifendes Waffensystem. Dabei stürzen Picard und Dr. Crusher in ein unterirdisches Gewölbe, wo sie schließlich den Angriff beenden und die Zerstörung der Enterprise verhindern können. |           |                                 |                              |                      |                                       |                   |                                                                       |
| 22 | 22        | Die Seuche                      | Symbiosis                    | 16. Apr. 1988        | 23. Feb. 1991                         | Win Phelps        | Robert Lewin, Richard Manning, Hans Beimler; Idee: Robert Lewin       |
| Die Enterprise nimmt zwei Ornaraner und zwei Brekkarianer mitsamt einer Fracht an Bord, bei der es sich um eine von den Ornaranern als lebenswichtig empfundene Droge handelt. Die Brekkarianer fordern die Herausgabe der Fracht, weil sie nicht bezahlt wurde. Es stellt sich heraus, dass die Droge nur auf dem Planeten der Brekkarianer gedeiht, welche sie zur Aufrechterhaltung der Abhängigkeit der Ornaraner zum Verkauf anbietet. |           |                                 |                              |                      |                                       |                   |                                                                       |
| 23 | 23        | Die schwarze Seele              | Skin Of Evil                 | 23. Apr. 1988        | 9. März 1991                          | Joseph L. Scanlan | Joseph Stefano, Hannah Louise Shearer; Idee: Joseph Stefano           |
| Auf einem Planeten mit ihrem Shuttleschiff abgestürzt, werden Troi und ein Begleiter durch ein schwarzes, formwandelndes Lebewesen gefangen gehalten. Beim Versuch, das Wesen zu überwinden, wird Tasha Yar von ihm ermordet, ehe Picard mit Hilfe seiner Crew und einer List die Gefangenen befreien kann. |           |                                 |                              |                      |                                       |                   |                                                                       |
| 24 | 24        | Begegnung mit der Vergangenheit | We’ll Always Have Paris      | 30. Apr. 1988        | 16. März 1991                         | Robert Becker     | Deborah Dean Davis, Hannah Louise Shearer                             |
| Während eines Raumfluges gerät die Enterprise vorübergehend in eine merkwürdige Zeitschleife. Es stellt sich heraus, dass das Phänomen in Zusammenhang steht mit Problemen auf dem wissenschaftlichen Außenposten auf dem Planeten Vandor IV. Mithilfe dessen Leiters Dr. Manheim kann Lieutenant Commander Data die Ursache des Problems lösen. Unterdessen ist Picard mit seinen Gefühlen für Manheims Frau konfrontiert. |           |                                 |                              |                      |                                       |                   |                                                                       |
| 25 | 25        | Die Verschwörung                | Conspiracy                   | 7. Mai 1988          | 23. März 1991                         | Cliff Bole        | Tracy Tormé; Idee: Robert Sabaroff                                    |
| Nachdem Picards alter Freund, Captain Keel, ihn vor einer Verschwörung in der Sternenflotte warnt und kurz darauf durch die Implosion seines Raumschiffs ums Leben kommt, findet Data heraus, dass das Sternenflottenkommando nach einem geheimen Muster eine Reihe mysteriöser Personalentscheidungen gefällt hat, durch die die Föderation bedroht wird. Auf der Erde angelangt und von Admirälen zum Essen eingeladen, stellen Picard und Riker alsbald fest, dass die Vorgänge durch eine parasitäre Lebensform kontrolliert wurden, die sich in den Körpern der Admiräle eingenistet hat. |           |                                 |                              |                      |                                       |                   |                                                                       |
| 26 | 26        | Die neutrale Zone               | The Neutral Zone             | 14. Mai 1988         | 6. Apr. 1991                          | James L. Conway   | Maurice Hurley; Idee: Deborah McIntyre, Mona Clee                     |
| Unterwegs zu einem Treffen mit den Romulanern, ist die Mannschaft der Enterprise mit drei Menschen konfrontiert, die sie zuvor aus einem Kälteschlaf gerettet hat. Diese davon zu überzeugen, dass sie sich in einem Raumschiff befinden, im 24. Jahrhundert leben und die Menschheit den Drang nach materiellem Reichtum hinter sich gelassen hat, gestaltet sich für Picard und Gefolgschaft schwierig. |           |                                 |                              |                      |                                       |                   |                                                                       |

## Veröffentlichung
Die Staffel wurde auf verschiedenen Speichermedien im Handel der deutschsprachigen Länder vertrieben, und zwar meist unter dem englischen Serientitel.

### Erste deutschsprachige VHS-Veröffentlichung
Die ersten 14 Episoden wurden 1987/88 Deutsch synchronisiert durch CIC auf Videokassetten veröffentlicht.

#### Vorspann
In dieser Synchronfassung lautet der im Vorspann gesprochene Text wie folgt:

„Der Weltraum. Unendliche Weiten. Wir befinden uns in einer fernen Zukunft. Dies sind die Abenteuer des neuen Raumschiffs Enterprise, das viele Lichtjahre von der Erde unterwegs ist, um fremde Welten zu entdecken, unbekannte Lebensformen und neue Zivilisationen. Die Enterprise dringt in Galaxien vor, die nie ein Mensch zuvor gesehen hat.“

#### Inhalt
| Deutsche Erstveröffentlichung | Deutsche Erstveröffentlichung     | Deutsche Erstveröffentlichung | US-Erstausstrahlung | US-Erstausstrahlung          | US-Erstausstrahlung |
| Nr.                           | Titel                             | Datum                         | Nr.                 | Episodentitel                | Datum               |
| ----------------------------- | --------------------------------- | ----------------------------- | ------------------- | ---------------------------- | ------------------- |
| 1                             | Mission Farpoint                  | Jan. 1988                     | 1                   | Encounter at Farpoint        | 26. Sep. 1987       |
| 1                             | Mission Farpoint                  | Jan. 1988                     | 2                   | Encounter at Farpoint        | 26. Sep. 1987       |
| 2                             | Auf der Suche nach neuen Galaxien | Mai 1988                      | 3                   | The Naked Now                | 3. Okt. 1987        |
| 2                             | Auf der Suche nach neuen Galaxien | Mai 1988                      | 4                   | Code of Honor                | 10. Okt. 1987       |
| 3                             | Die unheimliche Macht             | Juli 1988                     | 5                   | The Last Outpost             | 18. Okt. 1987       |
| 3                             | Die unheimliche Macht             | Juli 1988                     | 6                   | Where No One Has Gone Before | 24. Okt. 1987       |
| 4                             | Tödliche Manipulation             | Sep. 1988                     | 7                   | Lonely Among Us              | 31. Okt. 1987       |
| 4                             | Tödliche Manipulation             | Sep. 1988                     | 9                   | The Battle                   | 14. Nov. 1987       |
| 5                             | Das magische Kraftfeld            | Nov. 1988                     | 8                   | Justice                      | 7. Nov. 1987        |
| 5                             | Das magische Kraftfeld            | Nov. 1988                     | 10                  | Hide and Q                   | 21. Nov. 1987       |
| 6                             | Der Zeitsprung                    | Feb. 1989                     | 12                  | The Big Goodbye              | 9. Jan. 1988        |
| 6                             | Der Zeitsprung                    | Feb. 1989                     | 11                  | Haven                        | 28. Nov. 1987       |
| 7                             | Der Todeskristall                 | Apr. 1989                     | 13                  | DataLore                     | 16. Jan. 1988       |
| 7                             | Der Todeskristall                 | Apr. 1989                     | 14                  | Angel One                    | 23. Jan. 1988       |

#### Deutsche Synchronfassung
Die 14 Episoden wurden durch die Alster Studios in Hamburg synchronisiert. Andreas von der Meden war sowohl für Dialogbuch als auch für Dialogregie verantwortlich.
| Schauspieler    | Rollenname              | Synchronsprecher                                  |
| --------------- | ----------------------- | ------------------------------------------------- |
| Patrick Stewart | Captain Jean-Luc Picard | Peter Aust                                        |
| Patrick Stewart | Prologstimme            | Hans Paetsch                                      |
| Jonathan Frakes | Commander William Riker | Wolfgang Jürgen                                   |
| Gates McFadden  | Dr. Beverly Crusher     | Gabriele Libbach                                  |
| Marina Sirtis   | Counsellor Deanna Troi  | Heidi Berndt (Pilotfilm), Heidi Schaffrath        |
| Brent Spiner    | Lt. Commander Data      | Michael Harck                                     |
| LeVar Burton    | Geordi LaForge          | Andreas von der Meden                             |
| Michael Dorn    | Lt. Worf                | Gerhard Marcel                                    |
| Wil Wheaton     | Wesley Crusher          | Jan-David Rönfeldt                                |
| John de Lancie  | Q                       | Claus Wilcke                                      |
| Denise Crosby   | Lt. Tasha Yar           | Angela Stresemann (Pilotfilm), Carolin van Bergen |
| Majel Barrett   | Lwaxana Troi            | Ingrid van Bergen                                 |

### Andere VHS-Veröffentlichungen
Die vom ZDF synchronisierte Staffel wurde in Deutschland 1995 auf Videokassetten veröffentlicht. Dabei enthielt jede Kassette zwei Episoden. Die Kassetten erschienen in mehrwöchigen Abständen.

### DVD
In den deutschsprachigen Ländern wurde die Staffel am 25. März 2002 auf DVD erstveröffentlicht. Auf der zweiten DVD der ersten Staffelbox dieser Ausgabe wurde der deutsche Ton der Episode Das Gesetz der Edo für knapp vier Minuten asynchron wiedergegeben; der Verleih legte deshalb jeder Box der zweiten Staffel eine Ersatz-DVD mit korrektem Ton bei. Eine Neuveröffentlichung erfolgte am 9. April 2009 in Form von zwei Teilboxen (Season 1.1 und 1.2). Sie erschien zudem als Teil der Komplettboxen The Full Journey (Dezember 2012), 20th Anniversary Box (September 2007) und Serienstick (2003). Der Pilotfilm erschien zudem als Teil der Star Trek – Next Generation Moviebox (2003).

### Blu-ray
Die Staffel erschien in den deutschsprachigen Ländern am 26. Juli 2012 erstmals auf Blu-ray. Am 19. Oktober 2012 folgte bei Amazon.de die Veröffentlichung in einem Steelbook als Behältnis. Der Pilotfilm wurde als Teil der vorab erschienenen Blu-ray „The Next Level: Einblick in die nächste Generation“ bereits am 31. Januar 2012 veröffentlicht.

## Rezeption

### Kritik
Anlässlich der ersten deutschen VHS-Veröffentlichung 1988 und 1989 urteilte das Lexikon des internationalen Films: „Ein naives Märchen mit endlosen Dialogen und technischem Schnickschnack. Eine eher enttäuschende Neubelebung.“ „Mit der gewohnt infantilen Dramaturgie und dem gewohnten technischen Hokuspokus inszenierte TV-Abenteuer.“ „Stereotype Unterhaltung mit gestelzten Dialogen und schleppender Handlung.“ „In biederem Fernsehstil erzählt, mit geringem technischen und großem (pseudo-)wissenschaftlichen Vokabularverbrauch in den unfreiwillig komischen Dialogen.“
Die Zeit äußerte sich zum deutschen Erstausstrahlungsbeginn 1990 zweigeteilt. Zwar sei die Serie „gut gemachte Unterhaltung, aber eben nicht mehr als irgendeine Science-fiction-Serie mit vielen Spezialeffekten.“ Die weiblichen Hauptcharaktere seien etwas farblos gestaltet; ärgerlich sei die Idee, die Familien der Besatzungsmitglieder mit an Bord zu nehmen.

### Auszeichnungen
- Emmy-Verleihung 1988:[8]
  - Bestes Kostümdesign für eine Serie
  - Bester Tonschnitt für eine Serie
  - 2x nominiert, 1x prämiert: Bestes Make-up für eine Serie
  - nominiert: Beste Tonmischung für eine Serie
  - nominiert: Beste Kamera für eine Serie
  - nominiert: Beste Frisur für eine Serie
- Hugo Award 1988, nominiert: Beste dramatische Darbietung, für den Pilotfilm
- Peabody Award 1988, für die Episode Der große Abschied (The Big Goodbye)
- Young Artist Awards 1988, nominiert: Wil Wheaton